# Kilcoole (stacja kolejowa)
Kilcoole (ang: Kilcoole railway station, irl: Stáisiún Chill Chomghaill) – stacja kolejowa w miejscowości Kilcoole, w hrabstwie Wicklow, w Irlandii. Znajduje się na Dublin to Rosslare Line. 
Stacja jest zarządzana i obsługiwana przez Iarnród Éireann.

## Historia
Stacja została otwarta w dniu 30 października 1855 przez Dublin, Wicklow and Wexford Railway jako Kilcoole & Newtownmountkennedy. Stacja została zamknięta w 1964 roku z powodu braku środków lub wykorzystania. Ponownie otwarta w dniu 2 listopada 1980 roku, kiedy to pierwszy pociąg ze stacji Dublin Connolly zatrzymał się o godzinie 05:30 w drodze do Wicklow.

## Położenie
Stacja znajduje się na Kilcoole Beach, tuż przy linii brzegowej. Znajduje się tu parking samochodowy, położony na zachód od peronu stacji. Nie ma publicznego transportu do lub z dworca, choć trasa Dublin Bus nr 84 i 84X obsługują Sea Road w okolicy Holywell, w odległości 10 minut. Wioska Kilcoole jest 20 minut spacerem od stacji, podczas gdy Newtownmountkennedy godzinę spaceru.

## Linie kolejowe
- Dublin to Rosslare Line